# Tim Chappel
Pour les articles homonymes, voir Chappel.
Tim Chappel est un costumier australien né le 15 décembre 1967 en Nouvelle-Galles du Sud, en Australie.

## Biographie
Tim Chappel fait ses études au Sydney College of the Arts, d'où il sort diplômé en mode et création de textile en 1987.

## Filmographie

### Télévision
- 2012-2014 : Surprises (65 épisodes)

### Cinéma
- 1994 : Priscilla, folle du désert (The Adventures of Priscilla, Queen of the Desert) de Stephan Elliott
- 1996 : Mojave Moon de Kevin Dowling
- 2000 : Miss Détective (Miss Congeniality) de Donald Petrie
- 2005 : L'Amour à la dérive (Love Wrecked) de Randal Kleiser
- 2006 : Red Riding Hood de Randal Kleiser

## Distinctions

### Récompenses
- Oscars 1995 : Oscar de la meilleure création de costumes pour Priscilla, folle du désert
- BAFTA 1995 : British Academy Film Award des meilleurs costumes pour Priscilla, folle du désert